# Akromonogram
Akromonogram, wiersz akromonograficzny (gr. ákron = początek = monógrammos = jednoliterowy) – specyficzna odmiana utworu wierszowanego, polegająca na tym, że ostatnia litera danego wersu jest taka sama, jak pierwsza litera wersu następnego.